# Casa Llissach
La Casa Llissach és un edifici del municipi de Santpedor (Bages) protegida com a bé cultural d'interès local.

## Descripció
La casa Llissach forma part d'un conjunt que es troba actualment dins el nucli urbà. La casa està envoltada d'una àmplia zona enjardinada i dins un perímetre tancat.
Conserva part de la tanca original de ferro així com la porta d'entrada a la finca, d'estructura arquitectònica composta per una porta ampla central de ferro i dues portes laterals emmarcades amb pilastres i una cornisa remates amb estructures piramidals.
Dins la finca es conserven part dels jardins que envolten la torre, amb una pèrgola, una bassa d'aigua i una caseta probablement per eines de jardiner. També hi ha uns edificis a l'extrem de llevant que eren quadres per a animals, una torre amb un dipòsit d'aigua a sobre, i la casa.
La casa és un edifici de planta baixa i dos pisos, coberta amb teulada de teula àrab a quatre vessants. Destaca el porxo de la planta baixa a la façana nord, compost per un seguit d'arcs de mig punt amb les dovelles pintades de color vermell, que formen una galeria oberta. Aquesta composició es repeteix al primer pis, tot i que la galeria està tancada i les finestres són amb llinda, amb columnes laterals amb capitells corintis pintades de color vermell. Aquesta decoració vermella al voltant de les finestres i elements horitzontals de divisió es repeteix en tot el conjunt.
A la façana de llevant, a la planta baixa hi ha una estructura ubicada a la part central avançada respecte a la façana, amb una terrassa accessible des del primer pis.
Aquesta casa és un exemple de les primeres torre d'estiueig que es van fer a municipi de Santpedor a finals del segle xix.
A la banda de llevant de la finca, limitant amb el carrer, hi ha un conjunt d'edificacions que havien estat destinades a quadres de bestiar. És un edifici d'una sola planta, amb un element central de dos pisos, amb teulada a doble vessant, i amb un seguit de portes que s'obren a l'interior de la finca, amb un corral tancat exterior davant algunes d'elles. Presenta decoració de maons vermells a la barbacana de la teulada, així com una decoració singular a la façana entre les portes. En aquest edifici també hi ha aquesta barreja decorativa entre l'arrebossat d'un color clar de la façana, elements puntuals de maó vermell, i el sòcol de maçoneria de pedra grisa.

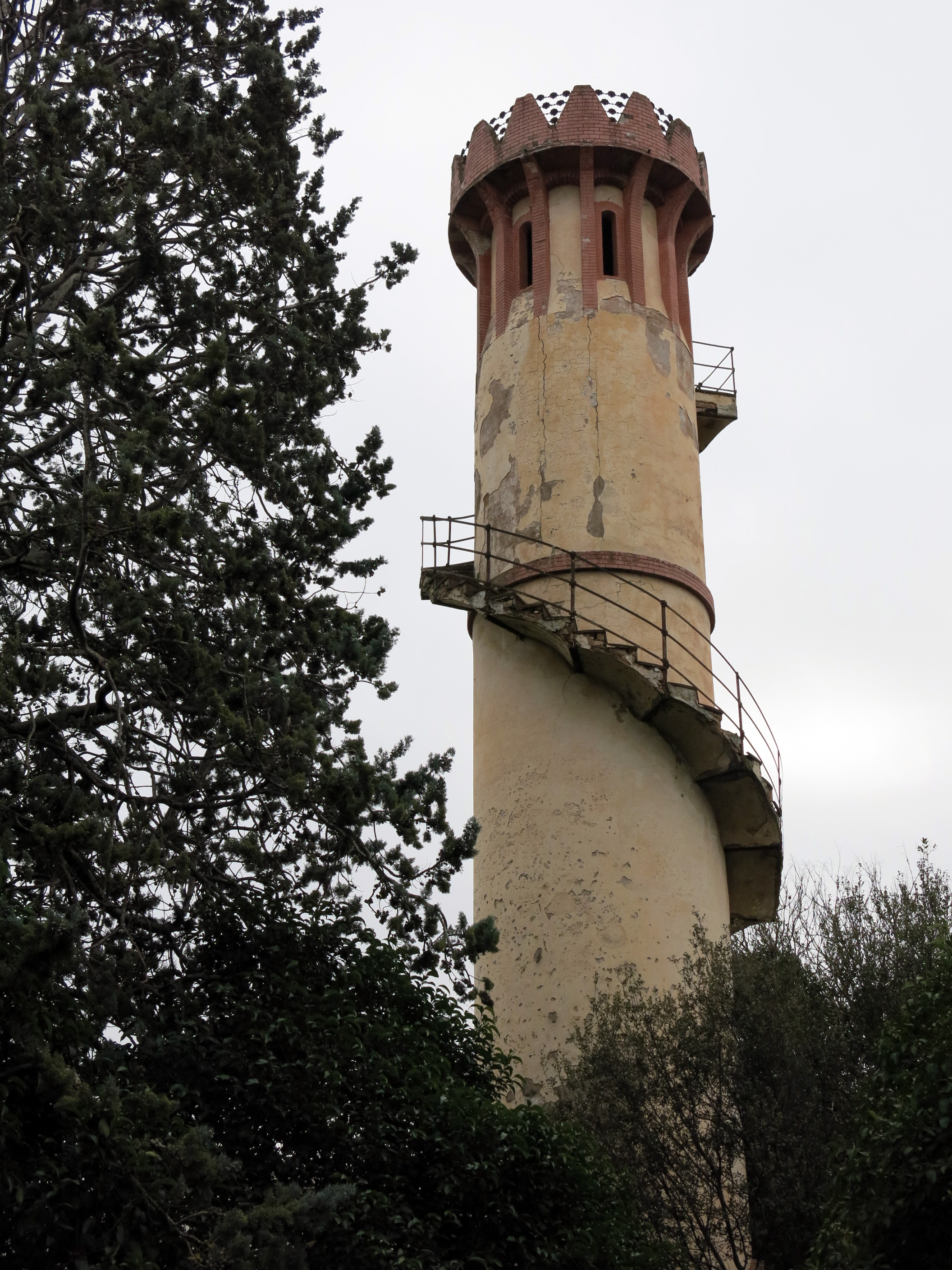
Torre de l'Aigua, obra de Puig i Cadafalch

Al costat de l'edifici es manté una antiga torre d'aigua obra de Josep Puig i Cadafalch de finals del segle xix. És una construcció de planta circular que suporta un dipòsit d'aigua al nivell superior, amb un coronament en forma de merlets triangulars tancats amb una barana de ferro i suportats sobre pilastres de maó. Sota el coronament hi ha un espai interior amb finestres obertes entre les pilastres. L'accés a aquest espai es fa a través d'una escala helicoidal exterior que segueix la torre. La decoració manté les característiques del conjunt, amb elements de maó vermell.
A més de la torre de l'aigua, Puig i Cadafalch també va realitzar diverses intervencions menors i reformes d'inspiració modernista a la casa i el jardí encarregats per Serafina Jover de Llisach cap el 1917.
També es conserva una caseta feta d'obra que era per jugar nines, ubicada al jardí i que segueix la mateixa estructura arquitectònica de tot el conjunt.

## Història
Aquesta casa la va construir la família Llissach a finals del segle xix, com a finca d'estiueig a Santpedor. Els Llissach era una nissaga de mercaders originaris d'Occitània que es van instal·lar a Santpedor al segle xvi i que formaven part de la petita noblesa de l'època. El 1880 la mare de Serafina Jover de Llissach va heretar la casa pairal.
L'any 1934 la casa i la finca va ser adquirida pel comerciant de Manresa Joan Jorba i Rius.
La darrera propietària de la casa va crear un patronat que va iniciar les gestions per construir la nova escola per a noies als terrenys de l'antiga fàbrica Armangué. Les classes en aquest nou edifici van començar el 1968, essent destinat únicament a noies. A partir de 1973 es feren les classes conjuntes a la nova escola Llissach que encara porta aquest nom.